# 유리성 (회고록)
《유리성》(영어: The Glass Castle)은 저넷 월스의 2005년 회고록이다. 자전소설의 형태를 띠고 있으며 작가의 어린 시절을 그렸다. 대한민국에는 이미지박스에서 나선숙 번역으로 출간되었다.

## 영화화 작품
- 유리성 (영화)

## 같이 보기
- 서사적 논픽션